# József Mészáros
Pour les articles homonymes, voir Mészáros.
József Mészáros est un footballeur et entraîneur hongrois né le 16 janvier 1923 à Pesterzsébet et mort le 21 avril 1997 à Budapest. Il évoluait au poste d'attaquant.

## Biographie

### En club
Formé au Erzsébeti Spartacus MTK LE (en), Mészáros est joueur du Kispest FC de 1940 à 1948,,,.
En 1948, il rejoint le Ferencváros TC. Il est sacré Champion de Hongrie en 1949.
En 1954, il raccroche les crampons. 

### En équipe nationale
International hongrois, il reçoit une sélection en équipe de Hongrie le 6 juin 1948 lors de l'édition 1948 de la Coupe des Balkans des nations. Il joue à cette occasion contre la Roumanie et inscrit deux buts,.

### Post-carrière
Mészáros devient entraîneur après sa carrière de joueur. Il dirige le club turc du Beşiktaş JK lors de son premier titre de Champion de Turquie alors appelé, Coupe de la fédération turque, lors de la saison 1956-1957,.
Il revient brièvement en 1957  en tant que joueur du Ferencváros TC.
Il est le sélectionneur de l'Iran entre 1957 et 1959.
En 1961, il revient au sein du Ferencváros TC en tant qu'entraîneur.
Avec le club hongrois, il les mène au titre de Champion de Hongrie en 1963 et en 1964.
Sous sa houlette, Ferencváros remporte un titre européen, la Coupe des villes de foires, en 1965.
Par la suite, il entraîne le Salgótarjáni BTC entre 1966 et 1967, Rába ETO entre 1969 et 1970 et le Budapest Honvéd entre 1971 et 1973.

## Palmarès

### Joueur
Ferencváros TC
- Championnat de Hongrie (1) :
  - Champion :  1948-49.

### Entraîneur
Beşiktaş JK
- Coupe de la fédération turque (1) :
  - Champion :  1957.

 Ferencváros TC
- Coupe des villes de foires (1) :
  - Vainqueur : 1964-65.

- Championnat de Hongrie (2) :
  - Champion :  1962-63 et 1964.